# カンニング・モンキー 天中拳
『カンニング・モンキー/天中拳』（カンニング・モンキー てんちゅうけん、原題：一招半式闖江湖、英題：Half A Loaf Of Kung-Fu!）は、1978年に製作・1980年に公開された、ジャッキー・チェン主演のカンフー・コメディ映画。

## 概要
デビュー以来ヒット作に恵まれず、ロー・ウェイの押し付ける「第二のブルース・リー」というシリアスなイメージと自らの持ち味とのギャップに苦しんでいたジャッキー・チェンが、独自に若いスタッフたちを味方につけ、長い期間をかけて製作した映画である。
この時期のカンフー映画には、師匠つきっきりでの武術修行を描いたものが多いが、本作品は武術の心得のない主人公が「虎の巻」のような無数の紙片をもとに、その場の見よう見まね（カンニング）で強敵を倒すという異色のストーリーとなっている。
カンフー映画の様式である冒頭のタイトルバックにおける演舞シーンで座頭市に扮したり、夢の中のシーンで主人公が道端に生えた草を食べると力がみなぎり、BGMに『ポパイ』のテーマ曲が流れたりするなど、パロディ要素が満載されている。

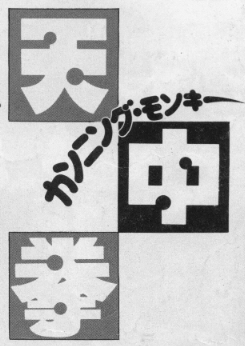
チラシ裏タイトルロゴ

ロー・ウェイは完成版を試写で見るなり、出来を気に入らずに激怒してお蔵入りにし、ジャッキーが成功したあとの1980年まで公開しなかった。ジャッキー自身は自伝の中で、「この映画はレンタルして見る価値があると断言できる。映画の中のセリフを借りて言うなら『嘘をついていたら、僕はどうしようもない畜生です』」と書いている。なお、ジャッキーは自伝の中で、ロー・ウェイは本作を問答無用で否定した後に、自身の価値観におけるコメディ作品の様式の下に『拳精』の製作に踏み切ったとも述べている。

## ストーリー
風来坊の青年・コウは、空腹をしのぐために遊廓「杏春楼」の求人に応じ、雑用係に雇われる。ところが、そこは盗賊団「五毒党」の隠れアジトであり、秘密を知ったコウは追われる身となる。コウは道中、賞金稼ぎと賞金首が対決しているところに遭遇。両者は相討ちとなってともに死亡した。コウは死体から賞金稼ぎの武器と殺人許可証を奪い、賞金稼ぎになりすまして役所へ出頭し、懸賞金を手に入れた。人けのない裏路地へ入ったところ、長髪の若い物乞い・風太郎が現れ、「カンフーの達人らしいな。型を見せてくれ」と話しかけられる。コウが適当な身振りを見せると、風太郎は一笑に付し、コウを鋭い動きで突き飛ばす。「これは『優雅突き（一部ソフトでは「片足拳」）』だ。役に立つぞ」と言い残して歩き去った。
やがて「五毒党」のボスがコウの前に現れ、命を狙われるが、そこへやって来た物乞いの老人・マオ大人に救われる。コウがマオ大人に弟子入りを志願すると、マオ大人は「賞金稼ぎをかたり、果ては物乞いにひざまづくなど、賞金稼ぎの名に泥を塗る愚かなふるまいだ。愚か者に教えることなどない」と叱りつけるも、金色の小さな薬入れを手渡し、「これを街の宿屋にいるファンという男に手渡せ。それが弟子入りの条件だ」と告げた。
宿屋へ向かうコウの前に再び風太郎が現れ、「一指動山拳（一部ソフトでは「無敵の1本指」）」と「天井押し」を伝授して消えた。強盗団「武当派」の一味2人が立ちはだかり、コウは覚えたての3つの型で応戦するも歯が立たず、宿屋へ向かって逃げた。宿屋では武人風の男がコウを助けた。その男こそファンであった。「神州警備隊」の隊長であるファンはマオ大人の愛弟子で、国じゅうの悪党が狙う希少な2種類の秘薬、不老不死の霊薬「不老の玉」と万能薬「速攻治癒丸」の護送のために楓県（ふうけん）という街へ向かう途中だった。コウは「神州警備隊」への助力を申し出る。
夜、コウら「神州警備隊」の泊まる宿の玄関に物音がした。コウが外へ出ると、窓に紙片が挟まっていた。それはコウが新たに習得すべき武術の型が絵付きで書かれた「カンニングペーパー」であった。コウは風太郎の好意に感謝し、独習に励んだ。そこへ風太郎が現れ、さらに紙片を手渡すのだった。紙片は日に日に増え、やがて道中に立ちはだかった強盗団「五毒党」「武当派」「鉄掌無敵」によるたびたびの妨害を実戦で撃退できるようになり、コウは武術家として自信をつけていった。そんな中、「鉄掌無敵」のボス・鉄腕ルウの猛攻によってファンが重傷を負う。自信を失いかけたコウの前に、「武当派」を追っていたマオ大人が現れた。マオ大人は、「カンニングペーパー」を書いたのは自分であり、コウが懸賞金を受け取ったのを見たときから素性を見抜き、今後悪人につけ狙われることを確信して、自分の弟子である風太郎に武術を伝授させていたことを明かす。マオ大人はかつてコウに託した薬入れの中身をファンに飲ませるよう伝え、大量の「カンニングペーパー」をコウに手渡した。
マオ大人の薬の効果でファンの傷はまたたく間に癒え、「神州警備隊」は悪党が手出しできなくなる政府管轄地域の直前まで来た。峠道に、ふたたび3派の強盗団が立ちはだかった。風太郎とマオ大人も「神州警備隊」に加勢する。やがて秘薬をめぐり、強盗団同士が疑心暗鬼となって相討ちとなり、「武当派」のボス・二十面相だけが生き残る。風太郎が二十面相と組み合った際、ふところに入れていた「カンニングペーパー」が周囲に散らばる。それらがすべてマオ一門の奥義であることを聞かされたコウは、勇気を奮ってそこへ割って入り、二十面相に打ち倒されるたびに地面に落ちた「カンニングペーパー」を拾い読みして奥義を覚え、風太郎による型を示す掛け声に合わせて動くことで二十面相を倒した。
戦いを見届けたファンとマオ大人は、2種類の秘薬などというものは最初から存在せず、護送計画はすべて悪党たちを滅ぼすための計略だったことをコウに明かした。

## 登場人物・キャスト
人物の名は、ソフトのリリース時期や翻訳フォーマット（字幕・吹替）によって異なる。とりわけ、「リュウ」はオリジナル吹替版では賞金稼ぎの妹の名だが、現行字幕版では遊郭の用心棒の名であるなど、混乱が見られる。
主要人物
- 江濤（コウ / ゴン・トゥー） - その日暮らしをしている宿なしの青年。拳法家にあこがれ、カンフーを操る自分の姿を日々夢想していた。死んだ賞金稼ぎになりすましたことから、秘薬をめぐる悪党の争いに巻き込まれる。
- 神丐茅（マオ大人） - コウを救った武術の達人で、「カンニングペーパー」の作者。普段は物乞いに身をやつしている。先をとがらせた竹の杖が武器。薬に詳しく、リュウやファン・イを重傷から救った。
- 風太郎（原語版では役名なし） - マオ大人の弟子。マオ大人同様、普段は物乞いをしている。コウの行く先々に現れ、型を伝授したり、こっそり「カンニングペーパー」を手渡したりする。細い木の杖が武器で、ビリヤードのキューのように操る。
- 柳如龍（ヒーロー・リュウ / ラウ・ユィーロン） - 賞金稼ぎ。ムチの達人で、ひと打ちで相手を絞め殺す。賞金首のスズと相討ちになった。
- 柳劍萍（リュウ / ラウ・ジンピン） - ヒーロー・リュウの妹。コウが兄を殺害したと疑い、兄になりすましたコウを追う。誤解が解けたあと、兄のかたきをとるため、「神州警備隊」に同行する。兄同様武術に長ける。「武当派」のボス・二十面相に毒ナイフで襲われ、昏睡状態となるが、マオ大人の解毒薬で回復。

神州警備隊
- 方威（ファン・イ / フォン・ウァイ） - 「神州警備隊」の隊長。マオ大人の甥で、筆頭弟子。「鉄掌無敵」のボス・鉄腕ルウに重傷を負わされるが、マオ大人の治療薬で回復。
- 方蕾（ファン・リー / フォン・リォイ） - 「神州警備隊」の一員。ファン・イの娘。武術の腕前は父ゆずり。スリの名手でもある。

五毒党
- 苗天順（ミャオ副隊長 / ミュウ） - 「神州警備隊」による秘薬護送計画に際し、用心棒を申し出た剣の達人だが、途中で一行を裏切る。正体は「五毒党」の一員で、女ボス・ミャオの弟。マオ大人に倒された。
- 苗春花（ミャオ / チョンファ） - 遊郭の女主人で、正体は「五毒党」のボス。即死する毒を塗った手裏剣が武器。ファンとの戦いの際、地面に突き刺さった手裏剣の上に背中から落ちて絶命。
- 萬堂坤（ワン / マン） - 遊郭の番頭で、正体は「五毒党」の副リーダー。コウを遊郭の従業員に採用した際、武術の心得がないことを握手しただけで見抜いた。口封じのためにコウを追跡し、襲いかかるが、隠れていた「鉄掌無敵」の編み笠の男に暗殺される。

鉄掌無敵
- 呂不奉（鉄腕ルウ / レウイ） - 「鉄掌無敵」のボス。賞金首・スズを殺された復讐のため、ヒーロー・リュウを名乗ったコウや、リュウ（妹）を付け狙った。異常な握力で相手の肉をえぐる「鉄腕拳」の使い手。秘薬を奪い合ったすえ、二十面相の側近たちを倒したために、二十面相に復讐された。
- 衛天鷹（日本語版では役名なし） - 鉄腕ルウの弟分。ピンク色の長髪を三つ編みにし、編み笠で顔を隠している。針のように細い棒手裏剣が武器で、遠く離れた場所から「五毒党」のワンの心臓をひと刺しして殺害した。「五毒党」のミャオ（弟）に復讐を受けて倒された。
- 史太冲（スズ / シー・ダイチョン） - 賞金首。鉄腕ルウの子分。飛び出しナイフを仕込んだ大きな鉄扇が武器。賞金稼ぎのヒーロー・リュウと相討ちになった。

武当派
- 任一符（二十面相 / ヤン・イァッフー） - 「武当派」のボスで、変装の達人。毒薬を塗った投げナイフと鎖鎌が武器。リュウ（妹）に好意を抱いて迫るが、返り討ちに遭ったために毒ナイフを突き立て、昏睡状態におちいらせた。辮髪はかつらで、コウに奪われてヌンチャクのように使われた（ブルース・リー作品のパロディ）。コウの「カンニング」による急成長に恐れをなして間合いをとった際、「神州警備隊」の旗竿が後ろにあるのに気づかず、そこに体を突き刺して絶命。

その他
- 大金剛（日本語版では役名なし） - ある武術道場の肥満の用心棒。鉄の太い火かき棒をねじ曲げるほどの怪力の持ち主。仕事を求めたコウを追い返すうちに小競り合いとなり、鶏卵まみれになる。
- 劉三（リュウサン / リュウ） - 「五毒党」のアジトだった遊郭の用心棒。コウが自分の夕食を奪ったのをとがめた際にミャオ（姉）が毒を調合しているのを目撃し、口封じに殺害される。
- 知事 - 賞金稼ぎのふりをしたコウに賞金を手渡した。
- 鄭協元（テイ / ジェン・ヒゥユン） - 町一番の富豪。コウを歓待する。
- 賈冲（ガー / ジャー・チョン） - 町の有力者のひとり。コウを歓待する。

| 役名                                          | 俳優                            | 日本語吹替              | 日本語吹替       |
| 役名                                          | 俳優                            | フジテレビ版            | ブロードウェイ版 |
| --------------------------------------------- | ------------------------------- | ----------------------- | ---------------- |
| 江濤（コウ / ゴン・トゥー）                   | ジャッキー・チェン              | 石丸博也                | 山野井仁         |
| 苗天順（ミャオ副隊長 / ミュウ）               | ジェームス・ティエン            | 沢木郁也                | 柳沢栄治         |
| 方蕾（ファン・リー / フォン・リォイ）         | ロン・ジェンエール              | 高木早苗                |                  |
| 柳劍萍（リュウ / ラウ・ジンピン）             | キム・チンラン                  | 吉田理保子 （不明）     |                  |
| 任一符（二十面相 / ヤン・イァッフー）         | カム・コン                      | 石森達幸 （不明）       | 柳沢栄治         |
| 方威（ファン・イ / フォン・ウァイ）           | リー・ハイロン                  | 飯塚昭三 （不明）       | 小山武宏         |
| 柳如龍（ヒーロー・リュウ / ラウ・ユィーロン） | マー・ユーロン                  | 仲木隆司                | 柳沢栄治         |
| 萬堂坤（ワン / マン）                         | ミャオ・ティエン                | 有本欽隆 （不明）       | 小山武宏         |
| 衛天鷹（日本語版では役名なし）                | リン・チャオシュン              | 岡和男 （不明）         | 岩崎ひろし       |
| 神丐茅の弟子（日本語版では風太郎）            | ディーン・セキ                  | 清川元夢 （岩崎ひろし） | 相沢まさき       |
| 苗春花（ミャオ / チョンファ）                 | リー・チーリン                  | 北浜晴子 （不明）       |                  |
| 神丐茅（マオ大人）                            | リー・マンチン                  | 小松方正 （不明）       | 岩崎ひろし       |
| 任一符の弟子                                  | カオ・チャン                    | 笹岡繁蔵 （不明）       |                  |
| 任一符の息子                                  | キム・セヨク                    | 仲木隆司                |                  |
| 呂不奉（鉄腕ルウ / レウイ）                   | チャン・チーピン                | 有本欽隆                | 高宮俊介         |
| 劉三（リュウサン / リュウ）                   | シュー・ユエン                  | 杉原康                  | 柳沢栄治         |
| 鄭協元（テイ / ジェン・ヒゥユン）             | ウー・テーサン                  | 鈴木勝美                | 相沢まさき       |
| 賈冲（ガー / ジャー・チョン）                 | ホー・コン                      | 龍田直樹                | 柳沢栄治         |
| 大金剛（日本語版では役名なし）                | ユー・ボン                      | 島香裕                  | 相沢まさき       |
| 史太冲（スズ / シー・ダイチョン）             | リー・ミンラン                  | 藤本譲                  | 小山武宏         |
| 知事                                          | チェー・ダイ （クレジットなし） | 北村弘一                |                  |
| 役名なし （立ち小便の男）                     | ウー・マ （クレジットなし）     | 鈴木勝美                |                  |

- フジテレビ版：初回放送1984年12月29日『ゴールデン洋画劇場（約97分）※収録ソフトは後述

フジテレビ版は2024年4月29日にBS松竹東急で地上波放送時にカットされたシーンに追加収録を行った『吹替完全版』が放送。石丸博也は既に声優業を引退していたがこの収録のために限定復帰を果たした。なお、故人および一部声優の担当部分は別の声優が担当。

## スタッフ
- 監督：チェン・チーホワ
- 製作総指揮：ロー・ウェイ（中国語版）
- 製作：許麗華
- 脚本：湯明智
- 撮影：チェン・チンチェー
- 武術指導：ジャッキー・チェン
- 製作会社：羅維影業有限公司（ロ－・ウェイ・カンパニー）

### 日本公開版スタッフ
- 主題歌 - シャイ「カンニング・モンキー」
  - 作詞：ジェーン・ユージン、作曲：武川行秀、編曲：ミッキー吉野
- 日本予告編・特番ナレーション：広川太一郎
- 日本版サウンドトラック作曲&編曲：甲斐正人

## 音楽
劇中内で他作品から流用されている音楽一覧。※順不同
| 曲名                                | アーティスト                    | アルバム/サウンドトラック                                                                           | 制作年 |
| ----------------------------------- | ------------------------------- | --------------------------------------------------------------------------------------------------- | ------ |
| The Coach Robbery                   | John Addison                    | カリブの嵐/Swashbuckler（Original Motion Picture Soundtrack）                                       | 1976   |
| The Pickpocket Monkey               | John Addison                    | カリブの嵐/Swashbuckler（Original Motion Picture Soundtrack）                                       | 1976   |
| The Incredible Chase                | John Addison                    | カリブの嵐/Swashbuckler（Original Motion Picture Soundtrack）                                       | 1976   |
| Assault On The Fortress             | John Addison                    | カリブの嵐/Swashbuckler（Original Motion Picture Soundtrack）                                       | 1976   |
| Fencing Lesson: Ned And Jane        | John Addison                    | カリブの嵐/Swashbuckler（Original Motion Picture Soundtrack）                                       | 1976   |
| Swashbuckler Main Theme             | John Addison                    | カリブの嵐/Swashbuckler（Original Motion Picture Soundtrack）                                       | 1976   |
| New Identity                        | Jerry Goldsmith                 | 猿の惑星/Planet Of The Apes (Original Motion Picture Soundtrack)                                    | 1968   |
| Hernandon Salaisuus                 | Alfred Hause And His Orchestra  | Midnight Tango 2                                                                                    | 1976   |
| Poet and Peasant                    | -                               | -                                                                                                   | -      |
| Spanish Gypsy Dance (Paso Doble)    | -                               | -                                                                                                   | -      |
| Popeye the Sailor Man               | Sammy Lerner                    | Popeye the Sailor Man                                                                               | -      |
| Ballet Of The Chicks In Their Shell | 冨田勲/Isao Tomita              | 展覧会の絵/Pictures At An Exhibition                                                                | 1976   |
| The Gnome                           | 冨田勲/Isao Tomita              | 展覧会の絵/Pictures At An Exhibition                                                                | 1976   |
| The Way Of The Dragon               | Michel Clement Et Son Orchestre | Screen Music Reflection (EP)                                                                        | 1975   |
| Overture                            | Andrew Lloyd Webber             | ジーザス・クライスト・スーパースター/Jesus Christ Superstar(The Original Motion Picture Soundtrack) | 1973   |

## 日本公開・キャンペーン

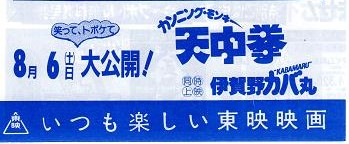
新宿・渋谷東映チラシ裏面

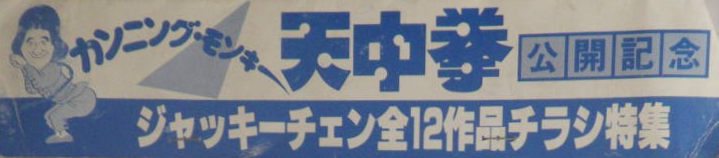
公開記念チラシ特集表

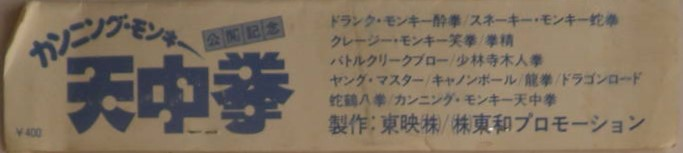
公開記念チラシ特集裏

### 劇場公開
日本では1983年8月6日から『伊賀野カバ丸』との2本立て併映にて封切り公開された。日本で公開されたジャッキー・チェン主演作品としては12本目であった。すでに何本もの主演作品が公開されて人気を誇っていたブーム期で10億4000万円の配給収入を上げた。日本公開においては、主題歌「カンニング・モンキー」を含む日本限定のオリジナルサウンドトラックが作られて本編に挿入されたほか、オープニングシークェンスを短く編集し、一部音声を消してBGMだけにするなどの独自の編集が加えられた上で上映された。劇場公開版の日本語字幕は「いっぽんでもニンジン拳」「友達の輪拳」「タケちゃんマン」「8時だョ!全員集合」、萩本欽一の番組のギャグといった日本のテレビ番組由来のフレーズを取り入れるなど、元と大きくかけ離れた訳になっていた。現行のビデオソフト・配信コンテンツなどにおける日本語字幕は原語に沿った訳になっている。12本の主演作公開を記念して全12作品チラシセットを販売した。

### 試写会

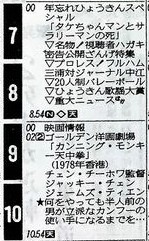
84年12月29日中日新聞ラテ欄

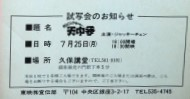
試写状

1983年7月18日(月）東映本社７F試写室　13:00開場　13:30開演
1983年7月20日(水）東映本社７F試写室　13:00開場　13:30開演
1983年7月25日(月）虎ノ門・霞ヶ関ビル裏　久保講堂　18:00開場　18:30開演
1983年7月29日(金）半蔵門・東條会館　18:00開場　18:30開演

### ジャッキー・チェン わいわいカーニバル　フィルムマラソン
天中拳公開記念イベントとして1983年7月26日（火）東京、7月30日(土）大阪(大阪サンケイホール）、7月28日(木）名古屋(名古屋公会堂）、7月23日(土）福岡にて開催。「少林寺木人拳(101分）」「蛇拳(98分）」「拳精(98分）」「ほか1本」「天中拳ダイジェスト（10分）」を上映、その他にジャッキー主演８作品ポスタープレゼント、お楽しみ作品あてクイズ、コント（ザ・バイキング）などを行った。※作品上映時間は大阪サンケイホールの当時のチラシ記載のもの

### 東映ジャッキー・チェンシネマファンクラブ
天中拳公開記念の入会特典として以下のプレゼントキャンペーンを実施。
- 宣伝用特製ビデオ(天中拳ほかモンキーシリーズダイジェスト15分　非売品）
- 天中拳オリジナルTシャツ

### フジテレビ特番「ジャッキー・チェンのすべて！モンキーカンフー天中拳！」
天中拳公開記念番組として「ジャッキー・チェンのすべて！モンキーカンフー天中拳！」をフジテレビにて放送。広川太一郎のナレーションで東映配給作品の映像を中心に構成するなか、東宝東和配給の「ヤングマスター」の撮影現場フィルム、82年3月来日時の「ロードショー・シネマ大賞授賞式」の様子も放映された。(ソフトウエア未収録）視聴者プレゼントは以下。
- 天中拳主題歌シングルレコード　100名
- クンフーノベルズ小説「カンニングモンキー天中拳」　100名
- 特製Tシャツ　60名

### TV放送
1984年12月29日（土）ゴールデン洋画劇場にて初放送。

### ソフトウエア
日本公開版の編集バージョンは初期のテレビ放送（一部BGMの使用場面が違う）および初期のソフト化で使用された。東映のパッケージ販売権利が喪失して以降にリリースされたソフトの内容は、オリジナル編集版に準拠した。2012年に発売されたブルーレイソフトに、日本語吹替音源の復刻とともに、日本公開版が映像特典として復刻収録され、再び日の目を見るに至った。2014年発売された国内版ブルーレイでは、日本公開版がフィルムからのテレシネで全編収録され、劇場公開されてから31年ぶりに完全ソフト化がなされた。

## 削除シーン
香港版ロビーカードなどで本編未収録のシーンが多くみられる。（スチール写真撮影のみの可能性も考えられる）
- 冒頭の英雄パロディでの白装束の白扇姿
- ラストでの金剛との鎌を使ったファイトシーン（日本版ポスターでも利用）
- 竹やぶでの訓練シーン（ポスター、チラシ、レコードジャケットなど多くの媒体の素材として利用）
- 役所での賞金を受け取る際のやり取り
- 賞金獲得後の宴会シーン
- 役所前で出会った二人の老人とのやり取り
- 古寺（または廃墟）でのロン・ジェンエールとキム・チンランが座り込んでいるシーン
- ジェームス・ティエン、ロン・ジェンエール、リー・ハイロンらが馬で街に到着するシーン
- ラスト大団円直前に何かしらのアクシデントが起きていると思われるシーン（ジャッキーがお腹をおさえ苦しむようなスチール写真）
- 李文泰、石天、成龍のやり取り（韓国ロケ）

## ロケ地
- 台北五股觀音山開山院‧楞嚴閣（台湾）
- 洪陵・裕陵（韓国）
- 中國電影文化城（台湾）
- 水原華城 西弩台（韓国）